# Grizzlys Catalans 2022
Questa voce raccoglie le informazioni riguardanti i Grizzlys Catalans nelle competizioni ufficiali della stagione 2022.

## Division Élite 2022

### Stagione regolare
| 13 febbraio 2022, ore 13:00 1ª giornata | Grizzlys Catalans | 35 – 49 (7-13 21-8 7-14 0-14) referto referto 2 | Argonautes d'Aix-en-Provence |  |

| 19 febbraio 2022, ore 20:00 2ª giornata | Hurricanes de Montpellier | 28 – 31 (0-7 0-7 14-7 14-10) referto referto 2 | Grizzlys Catalans |  |

| 6 marzo 2022, ore 14:00 3ª giornata | Ours de Toulouse | 13 – 48 (0-14 6-20 7-7 0-7) referto referto 2 | Grizzlys Catalans |  |

| 20 marzo 2022, ore 13:00 4ª giornata | Grizzlys Catalans | 34 – 12 (7-0 7-6 6-6 14-0) referto referto 2 | Centaures de Grenoble |  |

| 27 marzo 2022, ore 14:00 5ª giornata | Blue Stars de Marseille | 35 – 28 (7-7 14-14 7-7 7-0) referto referto 2 | Grizzlys Catalans |  |

| 9 aprile 2022, ore 19:00 6ª giornata | Centaures de Grenoble | 7 – 36 (0-7 0-10 0-7 7-12) referto referto 2 | Grizzlys Catalans |  |

| 24 aprile 2022, ore 13:00 7ª giornata | Grizzlys Catalans | 48 – 0 (20-0 14-0 14-0 0-0) referto referto 2 | Hurricanes de Montpellier |  |

| 8 maggio 2022, ore 13:00 8ª giornata | Grizzlys Catalans | 0 – 47 (0-14 0-21 0-6 0-6) referto referto 2 | Blue Stars de Marseille |  |

| 21 maggio 2022, ore 19:00 9ª giornata | Argonautes d'Aix-en-Provence | 30 – 48 referto referto 2 | Grizzlys Catalans |  |

| 5 giugno 2022, ore 13:00 10ª giornata | Grizzlys Catalans | 19 – 15 (6-0 6-9 0-0 7-6) referto referto 2 | Ours de Toulouse |  |

### Playoff
| 19 giugno 2022, ore 13:00 Wild Card | Grizzlys Catalans | 34 – 35 (7-6 6-7 15-15 6-7) referto referto 2 | Cougars de Saint-Ouen-l'Aumône |  |

## Statistiche di squadra
| Competizione      | %Vittorie | In casa | In casa | In casa | In casa | In casa | In casa | In trasferta | In trasferta | In trasferta | In trasferta | In trasferta | In trasferta | Totale | Totale | Totale | Totale | Totale | Totale |
| Competizione      | %Vittorie | G       | V       | N       | P       | Pf      | Ps      | G            | V            | N            | P            | Pf           | Ps           | G      | V      | N      | P      | Pf     | Ps     |
| ----------------- | --------- | ------- | ------- | ------- | ------- | ------- | ------- | ------------ | ------------ | ------------ | ------------ | ------------ | ------------ | ------ | ------ | ------ | ------ | ------ | ------ |
| Stagione regolare | .700      | 5       | 3       | 0       | 2       | 136     | 123     | 5            | 4            | 0            | 1            | 191          | 113          | 10     | 7      | 0      | 3      | 327    | 236    |
| Playoff           | .000      | 1       | 0       | 0       | 1       | 34      | 35      | 0            | 0            | 0            | 0            | 0            | 0            | 1      | 0      | 0      | 1      | 34     | 35     |
| Totale            | .636      | 6       | 3       | 0       | 3       | 170     | 158     | 5            | 4            | 0            | 1            | 191          | 113          | 11     | 7      | 0      | 4      | 327    | 271    |

## Statistiche personali

### Passer rating
La classifica tiene in considerazione soltanto i quarterback con almeno 10 lanci effettuati.
| Giocatore  | G    | Att    | Comp   | Int | Yds      | TD   | NFL    | NCAA   |
| ---------- | ---- | ------ | ------ | --- | -------- | ---- | ------ | ------ |
| Purichia   | 10+1 | 281+39 | 183+20 | 8+0 | 2684+317 | 34+3 | 122,15 | 175,37 |
| Poinsignon | 4    | 4      | 0      | 0   | 0        | 0    |        |        |
| Boswell    | 0+1  | 0+1    | 0+0    | 0+0 | 0+0      | 0+0  |        |        |